# ألفريدو روبرت
ألفريدو روبرت (بالإيطالية: Alfredo Robert)‏ هو منتج أفلام ومخرج وممثل إيطالي، ولد في 5 أبريل 1877 في إيطاليا، وتوفي في 31 مارس 1964 ببولونيا في إيطاليا.

## وصلات خارجية
- ألفريدو روبرت على موقع IMDb (الإنجليزية)
- ألفريدو روبرت على موقع ألو سيني (الفرنسية)
- ألفريدو روبرت على موقع كينوبويسك (الروسية)